# Sarah Wright
Sarah Wright Olsen (* 28. September 1983 in Louisville, Kentucky; auch bekannt als Sarah Mason) ist eine US-amerikanische Schauspielerin und Model.

## Leben & Karriere
Sarah Wright begann ihre Karriere als Sängerin bei den „Kentucky Ambassadors of Music“, mit denen sie auch in Europa auftrat. Nach dem Abschluss der Highschool wurde sie von einem Model-Agent entdeckt und zog nach Chicago.
Ihre Schauspiel-Karriere startete Wright 2004 in der Comedy Quintuplets, in der sie die Rolle der Paige Chase spielte. 2006 wirkte sie im Film All You've Got mit. Im selben Jahr spielte sie in 6 Folgen der Serie The Loop mit. 2006/2007 war Wright in Eine himmlische Familie als Jane zu sehen. Unter anderem hatte sie noch einen Gastauftritt in der Serie Malcolm mittendrin als Malcolms Mitschülerin Vicky. Sie hatte 2008 eine Nebenrolle in Verliebt in die Braut als One-Night-Stand von Patrick Dempsey. 2011 spielte Wright in der kurzlebigen Serie Mad Love neben Jason Biggs und Sarah Chalke.

## Persönliches
Sie hat einen jüngeren Bruder. Wright wohnt derzeit in Los Angeles. 2005 heiratete Wright und ließ sich bereits 2006 wieder scheiden. Im selben Jahr lernte sie den Schauspieler Eric Christian Olsen kennen, beide heirateten im Juni 2012. Mitte August 2013 brachte sie den gemeinsamen Sohn zur Welt. Im August 2016 kam die gemeinsame Tochter zur Welt.

## Filmografie (Auswahl)
- 2004–2005: Quintuplets (Fernsehserie, 22 Folgen)
- 2005: CSI: Miami (Fernsehserie, Folge 4x03)
- 2005: Malcolm mittendrin (Malcolm in the Middle, Fernsehserie, Folge 7x06)
- 2006: All You’ve Got
- 2006: The Loop (Fernsehserie, 7 Folgen)
- 2006–2007: Eine himmlische Familie (7th Heaven, Fernsehserie, 18 Folgen)
- 2007: Wieners
- 2007: X’s & O’s
- 2008: Surfer, Dude
- 2008: Verliebt in die Braut (Made of Honor)
- 2008: House Bunny (The House Bunny)
- 2008: Streak
- 2008: Mad Men (Fernsehserie, Folge 2x06)
- 2009: Aus Versehen glücklich (Accidentally on Purpose, Fernsehserie, Folge 1x05)
- 2009: How I Met Your Mother (Fernsehserie, Folge 5x08 The Playbook)
- 2010: The Middle (Fernsehserie, Folge 2x07)
- 2011: Touchback
- 2011: Mad Love (Fernsehserie, 8 Folgen)
- 2011–2013: Parks and Recreation (Fernsehserie, 5 Folgen)
- 2013: Appartement 23 (Fernsehserie, 1 Folge)
- 2013: 21 & Over
- 2013: Men at Work (Fernsehserie, 3 Folgen)
- 2013: Hello Ladies (Fernsehserie, 1 Folge)
- 2014: Mädelsabend (Walk of Shame)
- 2014: Mixology (Fernsehserie, 3 Folgen)
- 2014–2015: Marry me (Fernsehserie, 18 Folgen)
- 2017: Barry Seal: Only in America (American Made)
- 2017: Lady Dynamite (Fernsehserie, Folge 2x07)
- 2019: The Place of No Words
- 2020: Spinning Out (Fernsehserie, 10 Folgen)
- 2021: Home Economics (Fernsehserie, Folge 2x05)